# コバート・アフェア
『コバート・アフェア』（英: Covert Affairs）は、アメリカのUSAネットワークで放送された連続テレビドラマ。
CIA（米国中央情報局）の諜報員（スパイ）として採用された女性の物語である。普通の女性だった主人公の女性アニー・ウォーカーが新米諜報員として世界各地でスリリングな任務をひとつひとつこなしつつ成長してゆく。主演女優はパイパー・ペラーボ。
主人公が諜報員ということもあり、アメリカ国内はもとより国外（ヨーロッパなど）でのロケも多数行っている。
『ボーン・アイデンティティー』シリーズのダグ・リーマンが製作総指揮を務めている。
2015年1月6日、シリーズはシーズン5でキャンセルされたとUSAネットワークが発表した。
日本では、Dlifeでシーズン1・シーズン2が放送された他、テレビ東京でも『ランチチャンネル』（月 - 木曜枠）に於いてシーズン1が放送された。また、huluではシーズン5まで配信されている。

## キャスト

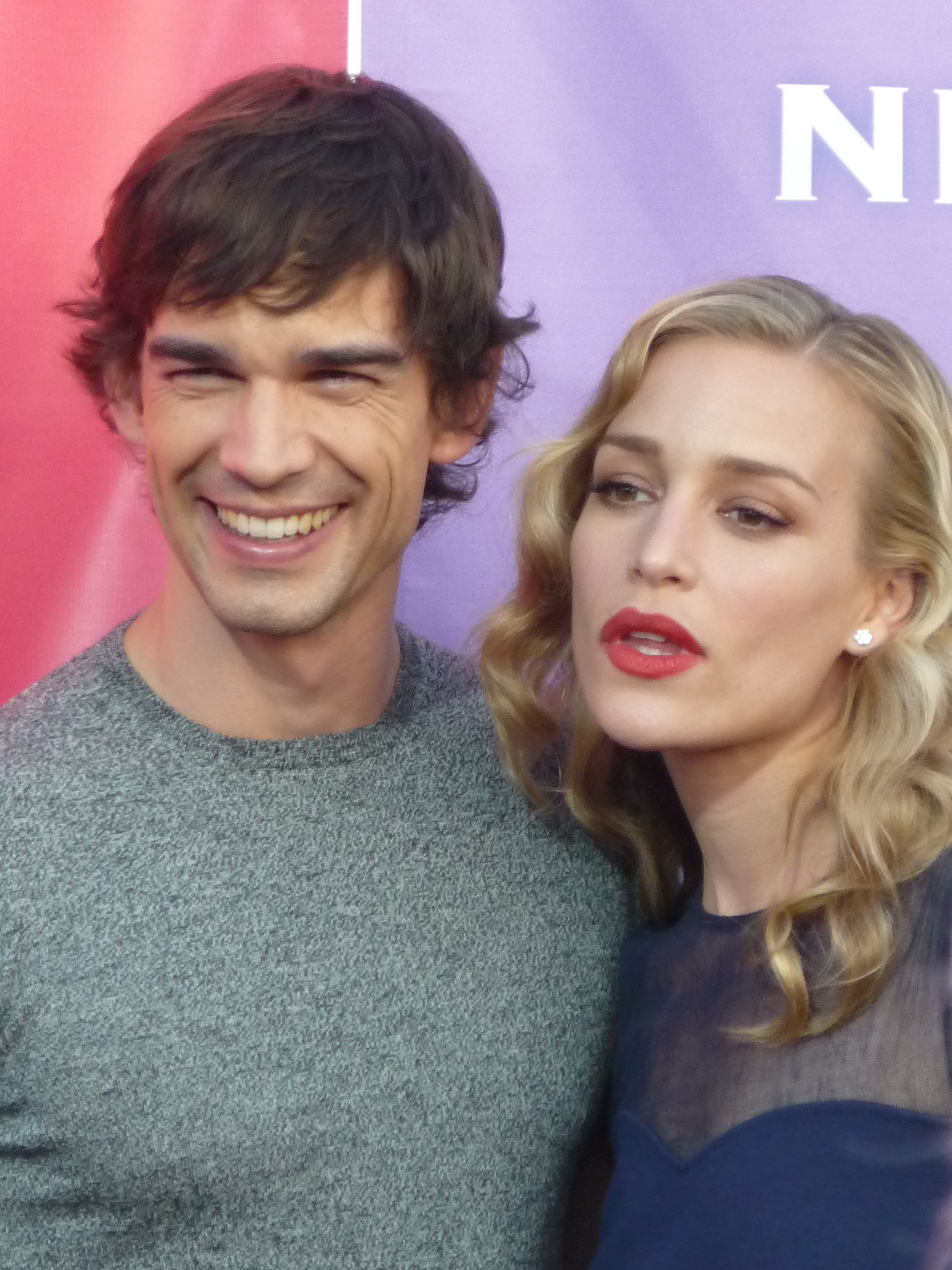
アニー・ウォーカーを演じているパイパー・ペラーボとオーギーを演じているクリストファー・ゴーラム。

アン・キャサリン・ウォーカー (Anne Catherine Walker)
演 - パイパー・ペラーボ、日本語吹替 - 樋口あかり
通称「アニー・ウォーカー (Annie Walker)」。
平凡な女性だったが、学生時代から語学が非常に堪能で6ヶ国語を使いこなす。その能力を買われCIA諜報員の仕事をオファーされ、諜報員訓練を修了する前にCIAの「現場」に投入された。私生活では姉であるダニエルの一家と共にワシントンDCで暮らしているが、自分の仕事については打ち明けられず「スミソニアン博物館の職員で美術品関係の仕事をしている」と語っている。
オーガスト・アンダーソン (August Anderson)
演 - クリストファー・ゴーラム、日本語吹替 - 中嶋将平
通称「オーギー (Auggie)」。
アニーの同僚で元CIA軍情報部特殊部隊隊員。イラクでの任務中に視力を失った過去を持つ。盲目だが卓越したITを身につけており、PCを駆使して情報を収集・検索する。作戦実行時には現場の諜報員たちに対して音声で指示を与える役割を担っており、何かと頼りにできる男性。甘い雰囲気をたたえており、仕事をこえて個人的にもアニーに優しくしてくれる。
ジョーン・キャンベル (Joan Campbell)
演 - カリ・マチェット、日本語吹替 - 田中敦子
CIAの国内防衛部(DPD)部長。アニーの直属上司。仕事の能力が高い女性でアーサー・キャンベルの妻。
アーサー・キャンベル (Arthur Campbell)
演 - ピーター・ギャラガー、日本語吹替 - 藤真秀
CIA機密部の部長。ジョーンの上司であり夫。冷戦時代にドイツで諜報員として活躍した過去を持つ。
ダニエル・ブルックス (Danielle Brooks)
演 - アン・デュデック、日本語吹替 - 福脇慶子
アニーの姉。夫マイケルとの間に二人の娘(クロエとケイティ)をもつ。教師の仕事をしている。

## エピソード

### シーズン1（2010）
- シーズン1の各話原題はレッド・ツェッペリンの曲にちなんでつけられている。

| 話数(通算) | タイトル（邦題） | 原題                             | 米国初放送日  |
| ---------- | ---------------- | -------------------------------- | ------------- |
| 第1話      | 初めての任務     | Pilot Welcome to the CIA         | 2010年7月13日 |
| 第2話      | 守るべきもの     | Walter's Walk                    | 2010年7月20日 |
| 第3話      | 危険な恋人       | South Bound Suarez               | 2010年7月27日 |
| 第4話      | 漏れた情報       | No Quarter                       | 2010年8月3日  |
| 第5話      | 善と悪のはざま   | In the Light                     | 2010年8月10日 |
| 第6話      | 裏切りの代償     | Houses of the Holy               | 2010年8月17日 |
| 第7話      | 秘めた想い       | Communication Breakdown          | 2010年8月24日 |
| 第8話      | 信じるべき人     | What Is and What Should Never Be | 2010年8月31日 |
| 第9話      | 国境の向こう側   | Fool in the Rain                 | 2010年9月7日  |
| 第10話     | スパイに憧れて   | I Can't Quit You Baby            | 2010年9月14日 |
| 第11話     | 複雑な事情       | When the Levee Breaks            | 2010年9月14日 |

### シーズン2（2011）
- シーズン2の各話原題はR.E.M.の曲にちなんでつけられている。

| 話数(通算) | タイトル（邦題） | 原題                           | 米国初放送日   |
| ---------- | ---------------- | ------------------------------ | -------------- |
| 第1話      | 新たな幕開け     | Begin the Begin                | 2011年6月7日   |
| 第2話      | パリの巡り合い   | Good Advices                   | 2011年6月14日  |
| 第3話      | 再びファームへ   | Bang and Blame                 | 2011年6月21日  |
| 第4話      | 曲げられない信念 | All the Right Friends          | 2011年6月28日  |
| 第5話      | 星空を見上げて   | Around the Sun                 | 2011年7月5日   |
| 第6話      | 危険なハイキング | The Outsiders                  | 2011年7月12日  |
| 第7話      | オーギーの復讐   | Half a World Away              | 2011年7月19日  |
| 第8話      | 変わりゆく関係   | Welcome to the Occupation      | 2011年7月26日  |
| 第9話      | 予期せぬ知らせ   | Sad Professor                  | 2011年8月2日   |
| 第10話     | 明かされた秘密   | World Leader Pretend           | 2011年8月9日   |
| 第11話     | それぞれの思惑   | The Wake-Up Bomb               | 2011年11月1日  |
| 第12話     | 忘れられない人   | Uberlin                        | 2011年11月8日  |
| 第13話     | 流れに身を任せて | A Girl Like You                | 2011年11月15日 |
| 第14話     | 姉妹の絆         | Horse to Water                 | 2011年11月22日 |
| 第15話     | スパイの資格     | What's the Frequency, Kenneth? | 2011年11月29日 |
| 第16話     | すれ違う想い     | Letter Never Sent              | 2011年12月6日  |

### シーズン3（2012）
- シーズン3の各話原題はデヴィッド・ボウイの曲にちなんでつけられている。

| 話数(通算) | タイトル（邦題）     | 原題                              | 米国初放送日   |
| ---------- | -------------------- | --------------------------------- | -------------- |
| 第1話      | 残された情報         | Hang on to Yourself               | 2012年7月10日  |
| 第2話      | 赤い海賊             | Sound and Vision                  | 2012年7月17日  |
| 第3話      | 捕らわれたオーギー   | The Last Thing You Should Do      | 2012年7月24日  |
| 第4話      | 探り合う心           | Speed of Life                     | 2012年7月31日  |
| 第5話      | エルサレムでの再会   | This Is Not America               | 2012年8月14日  |
| 第6話      | 危ない説得工作       | Hello Stranger                    | 2012年8月21日  |
| 第7話      | 愛と裏切りのキューバ | Loving the Alien                  | 2012年8月28日  |
| 第8話      | 決断                 | Glass Spider                      | 2012年9月4日   |
| 第9話      | ブラックバード       | Suffragette City                  | 2012年9月11日  |
| 第10話     | 仕掛けられた罠       | Let's Dance                       | 2012年9月18日  |
| 第11話     | 危険な賭け           | Rock 'n' Roll Suicide             | 2012年10月16日 |
| 第12話     | モサドの依頼         | Wishful Beginnings                | 2012年10月23日 |
| 第13話     | テロリストを追え     | Man in the Middle                 | 2012年10月30日 |
| 第14話     | 告白                 | Scary Monsters (and Super Creeps) | 2012年11月6日  |
| 第15話     | 愛の果て             | Quicksand                         | 2012年11月13日 |
| 第16話     | 黒幕                 | Lady Stardust                     | 2012年11月20日 |

### シーズン4（2013）
- シーズン4の各話原題はピクシーズの曲にちなんでつけられている。

| 話数(通算) | タイトル（邦題）     | 原題                      | 米国初放送日   |
| ---------- | -------------------- | ------------------------- | -------------- |
| 第1話      | 疑惑                 | Vamos                     | 2013年7月16日  |
| 第2話      | 封じられた過去       | Dig For Fire              | 2013年7月23日  |
| 第3話      | 二重スパイ           | Into the White            | 2013年7月30日  |
| 第4話      | 秘密のない関係       | Rock A My Soul            | 2013年8月6日   |
| 第5話      | 罠                   | Here Comes Your Man       | 2013年8月13日  |
| 第6話      | 絶体絶命             | Space (I Believe In)      | 2013年8月20日  |
| 第7話      | 7年後の告白          | Crackity Jones            | 2013年8月27日  |
| 第8話      | 裏切り者             | I've Been Waiting for You | 2013年9月3日   |
| 第9話      | 復讐の炎             | Hang Wire                 | 2013年9月10日  |
| 第10話     | さよならアニー       | Levitate Me               | 2013年9月17日  |
| 第11話     | ジェシカ・マシューズ | Dead                      | 2013年10月17日 |
| 第12話     | 怪物                 | Something Against You     | 2013年10月24日 |
| 第13話     | 2人のゴースト        | No. 13 Baby               | 2013年10月31日 |
| 第14話     | ダイヤの行方         | River Euphrates           | 2013年11月7日  |
| 第15話     | 追跡                 | There Goes My Gun         | 2013年11月14日 |
| 第16話     | 末路                 | Trompe Le Monde           | 2013年11月21日 |

### シーズン5（2014）
- シーズン5の各話原題はペイヴメントの曲にちなんでつけられている。

| 話数(通算) | タイトル（邦題）       | 原題                             | 米国初放送日   |
| ---------- | ---------------------- | -------------------------------- | -------------- |
| 第1話      | 帰ってきたアニー       | Shady Lane                       | 2014年6月24日  |
| 第2話      | 敵か味方か             | False Skorpion                   | 2014年7月1日   |
| 第3話      | 脱出                   | Unseen Power of the Picket Fence | 2014年7月8日   |
| 第4話      | スパイ生命の危機       | Silence Kit                      | 2014年7月15日  |
| 第5話      | ハッピーエンドを求めて | Elevate Me Later                 | 2014年7月22日  |
| 第6話      | 騙し合い               | Embassy Row                      | 2014年7月29日  |
| 第7話      | 壊れた諜報員           | Brink of the Clouds              | 2014年8月5日   |
| 第8話      | 大きな過ち             | Grounded                         | 2014年8月12日  |
| 第9話      | アニーの転職           | Spit on a Stranger               | 2014年8月19日  |
| 第10話     | 思いがけない敵         | Sensitive Euro Man               | 2014年8月26日  |
| 第11話     | 約束の行方             | Dead                             | 2014年11月6日  |
| 第12話     | 謎の暗殺者             | Starlings of the Slipstream      | 2014年11月13日 |
| 第13話     | さらわれたオーギー     | She Believes                     | 2014年11月20日 |
| 第14話     | 復讐計画               | Transport is Arranged            | 2014年12月4日  |
| 第15話     | 命の恩人               | Frontwards                       | 2014年12月11日 |
| 第16話     | それぞれの決断         | Gold Soundz                      | 2014年12月18日 |